# Bredåkra kyrka
Bredåkra kyrka är en kyrka i Ronneby församling i Ronneby kommun.

## Kyrkobyggnaden
Markområdet till Ronneby församlings nya stora kyrkogård överläts år 1858 av kyrkorådets ordförande, baron Casper Wrede, till församlingen. Tre år senare togs begravningsplatsen i bruk och samtidigt började planeringen för att bygga en kyrka där. Ritningar till en stor pseudoromansk stenkyrka av J F Åbom låg färdiga 1865, en kyrkobyggnadsfond grundades och en tomt avsattes inne på kyrkogården. Men under tiden fonden växte, höjdes röster för att i stället placera kyrkan som distriktskyrka i Kallinge, och snart förordades även kusten vid Saxemara som en lämpligare lokalisering än Bredåkra. Diskussionerna, som utvecklade sig till en bitter strid, kom att pågå i sjuttio år innan man insåg att byggnadsfonden nu skulle kunna räcka till en kyrka på vardera stället. Därför invigde Ronneby församling 1939 de tre nya distriktskyrkorna Kallinge, Saxemara och Bredåkra, och då äntligen kunde kyrkklockornas klang ledsaga begravningarna på Bredåkra. Den nya kyrkan blev mycket mindre än den först planerade och byggdes utanför kyrkogården. Den ursprungligen avsatta kyrktomten togs i anspråk för begravning först på 1920-talet.
Kyrkan uppfördes åren 1937–1939 och ritades av Herbert Kockum. Den är uppförd av tegel och är en salkyrka. Vid västra sidan finns ett kvadratiskt torn och vid korets norra sida finns sakristian. Långhus och torn täcks av varsitt sadeltak. Kyrkorummet är vitputsat och täcks av tre valv. Koret täcks av ett stjärnvalv medan de två västliga valven är kryssvalv.

### Inventarier
- Orgeln på 15 stämmor är tillverkad 1981 av Johannes Künkel orgelverkstad AB.
- En tunnformad dopfunt i granit är utformad av skulptören Wilhelm Gieseke.
- Altartavlan är gjord 1939 av Tor Hörlin.
- Brudkrona av silver med 14 spetsar. Tillverkad av C. G. Hallberg i Stockholm 1940. Inskrift på ringen: SKÄNKT TILL BREDÅKRA KYRKA ÅR1940 AV MAJOREN G: NYBLAD OCH ÖVERLÄKAREN O. SUNDIN WÄXJÖ.
- I tornet hänger två klockor från 1937. Storklockan har följande inskrift: 
  - SIONS FOLK FRÅN NÄR OCH FJÄRRAN, NU I DENNA HÖGTIDSSTUND HELGA DIG PÅ NYTT ÅT HERRAN, TRÄD MED HONOM I FÖRBUND! OCH NÄR TEMPELKLOCKAN KALLAR; KOM OCH SÄG: JAG REDO ÄR DIG ATT MÖTA HERRE KÄR! SV. PS. 573:4.

## Bildgalleri

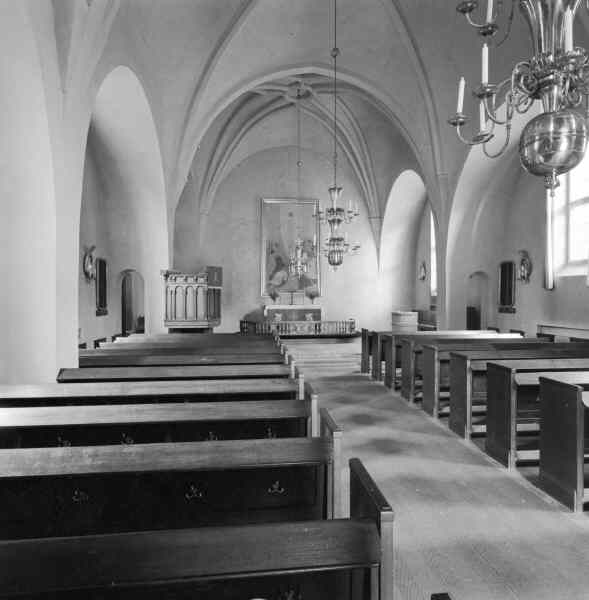
Kyrkorummet
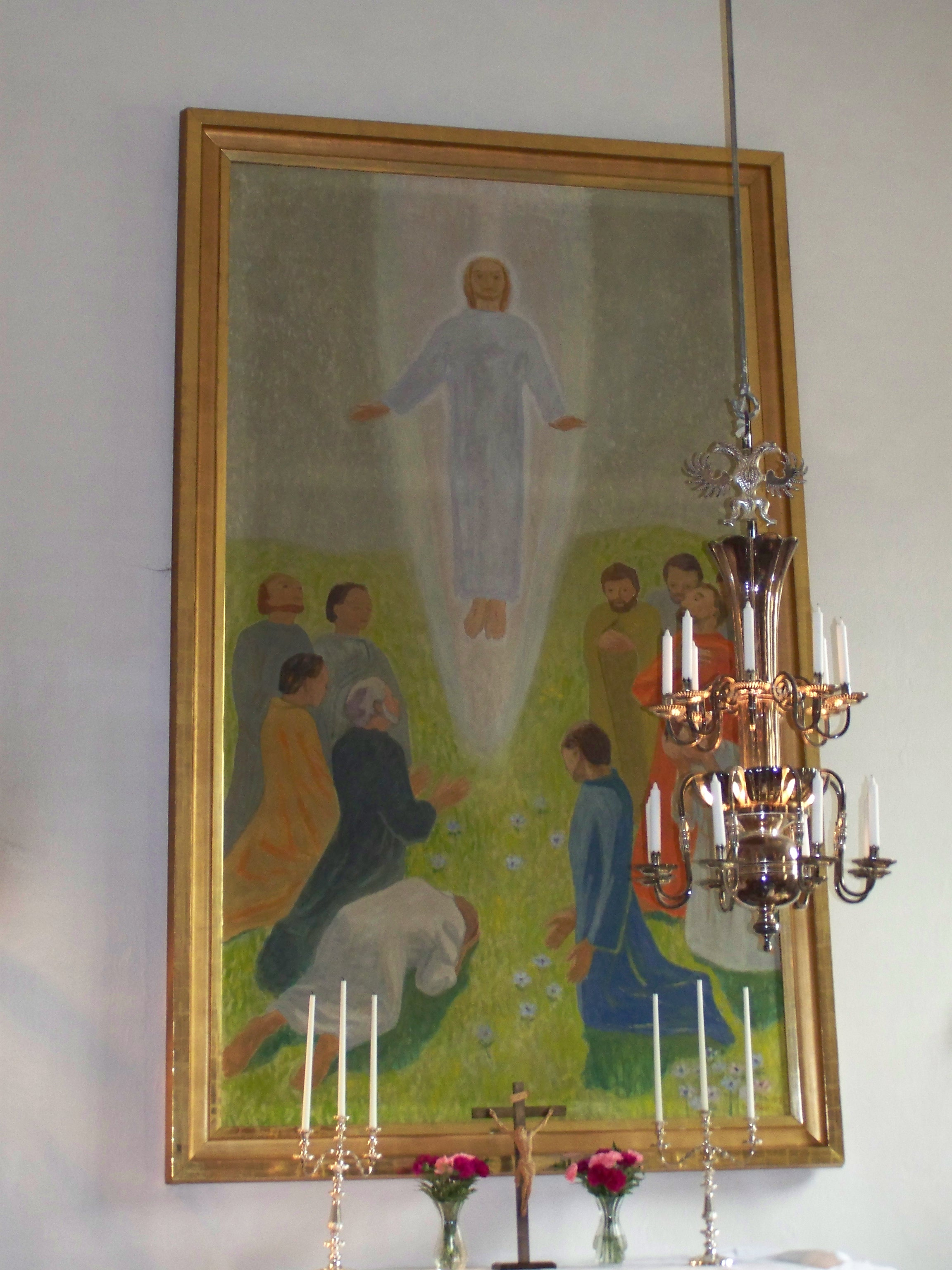
Altartavla,Kristi förklaring av Tor Hörlin 1939
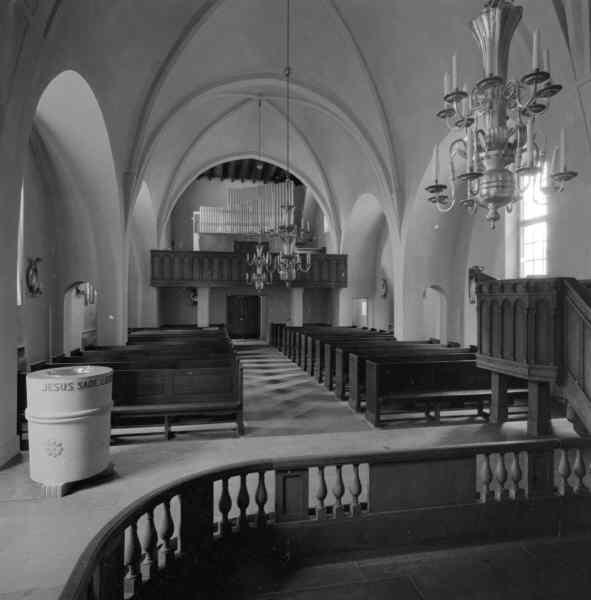
Interiör mot orgelläktaren
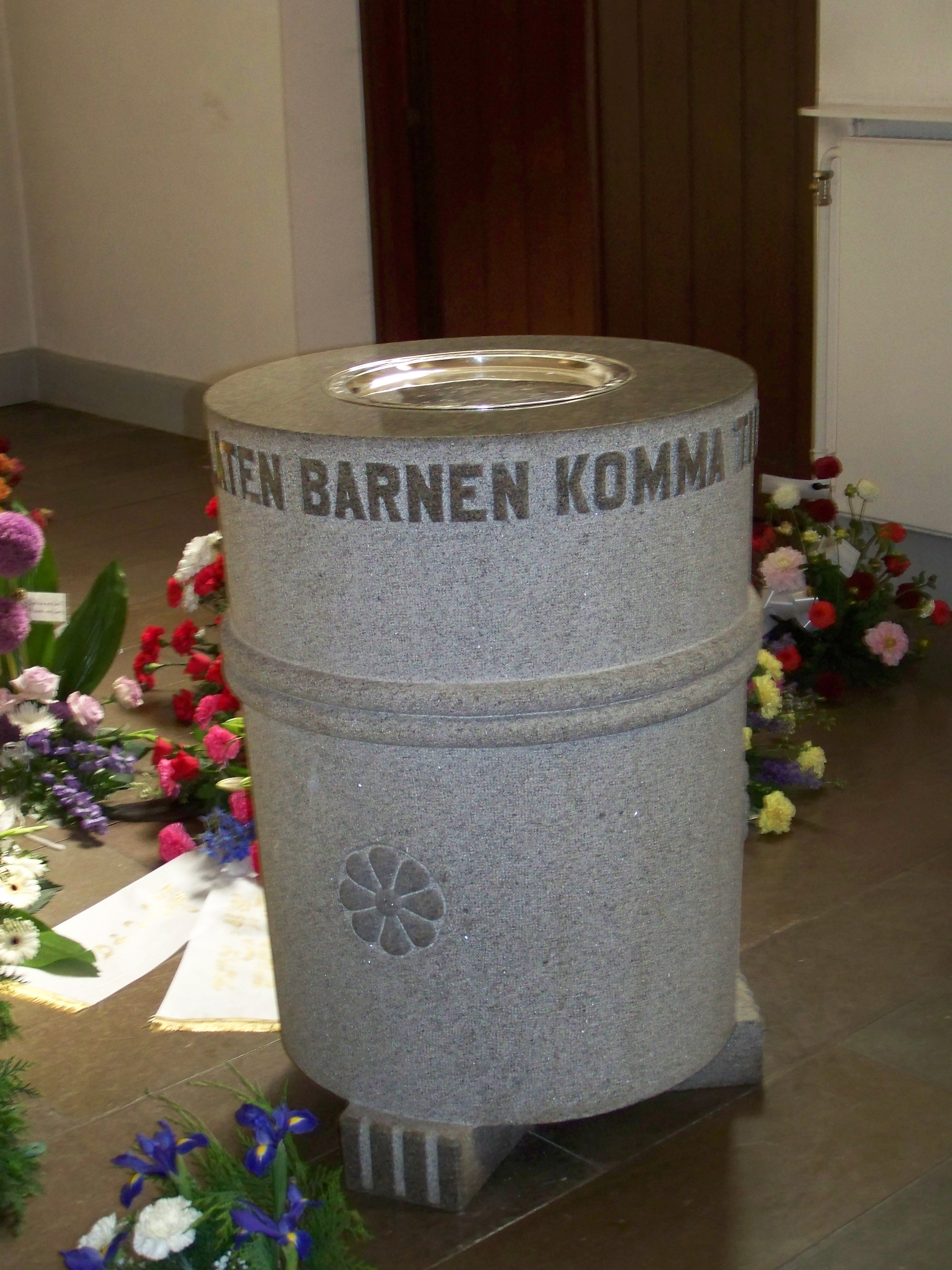
Dopfunten
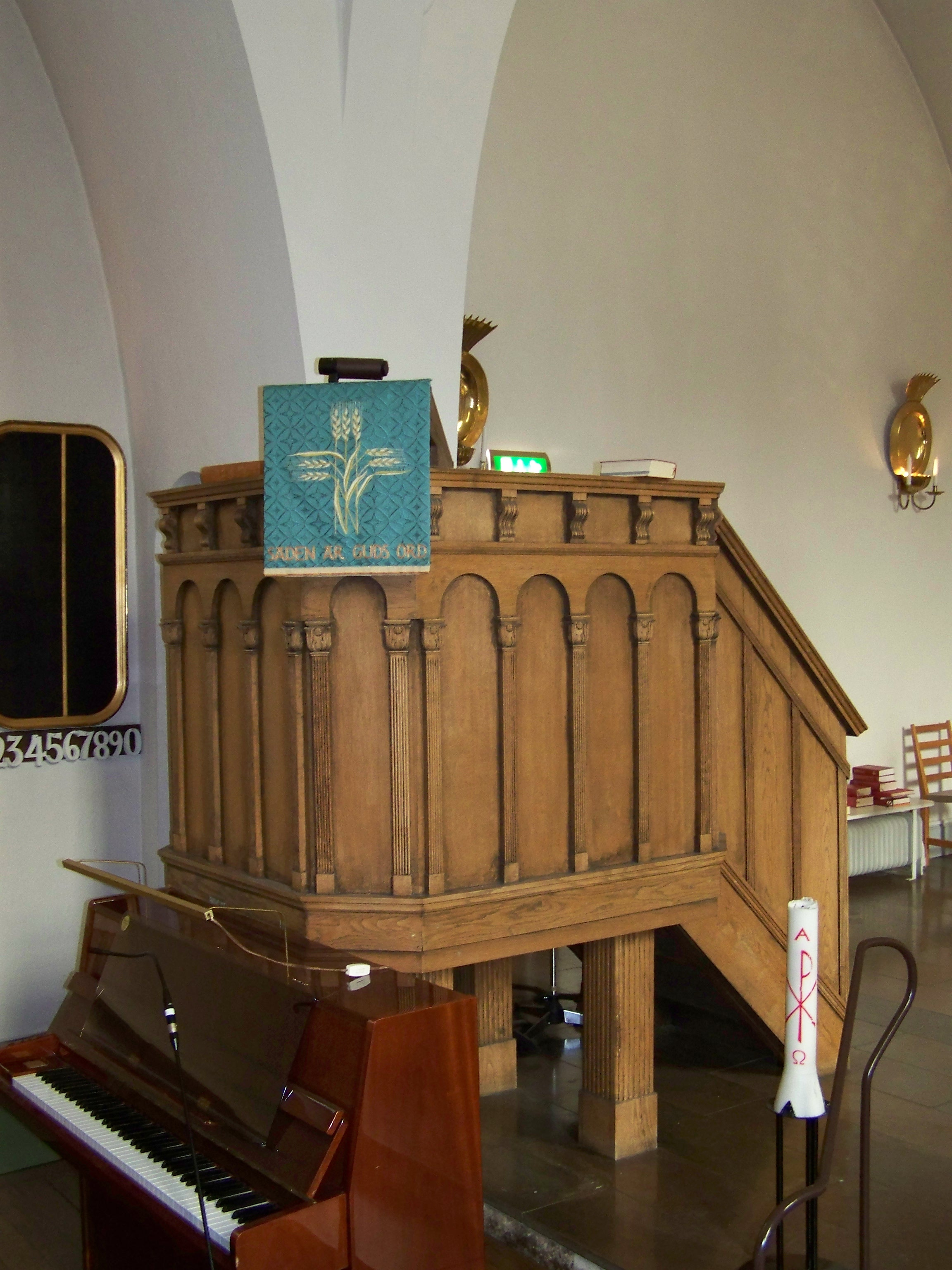
Predikstolen
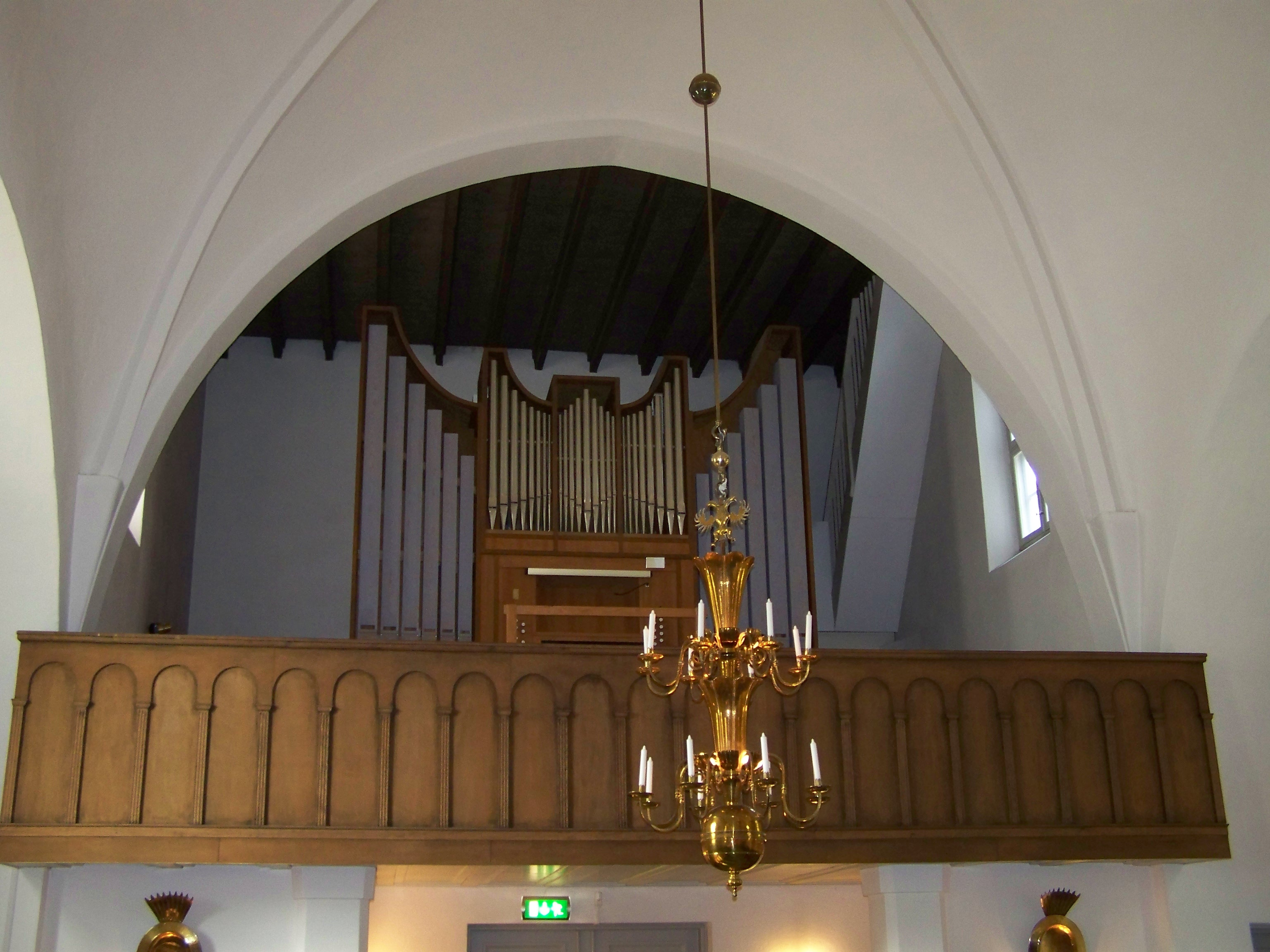
Orgeln

## Kyrkogården

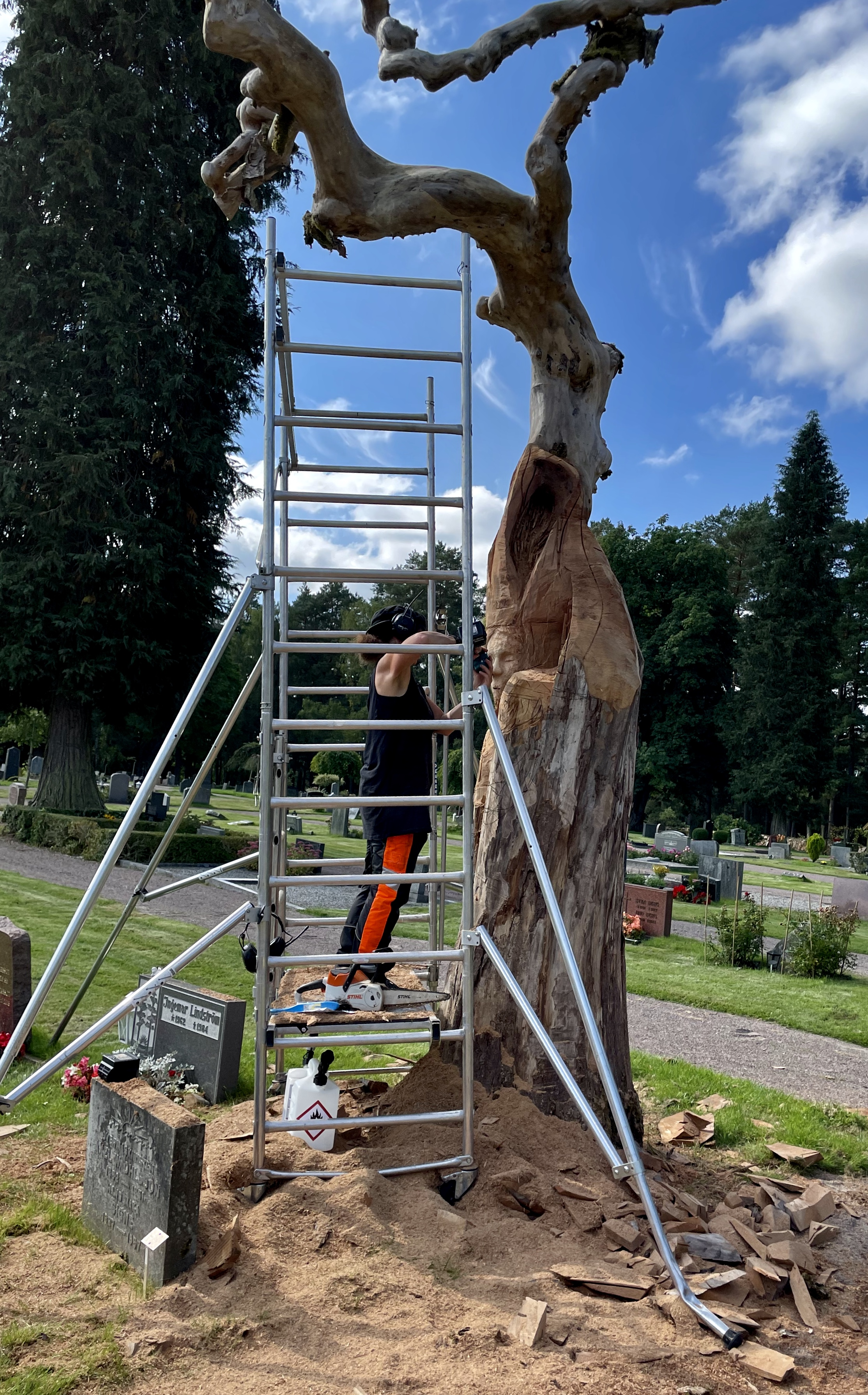
Susanne Demåne skulpterar i en död almstam vid Bredåkra kyrkogård (2023).

Kyrkogården ligger väster om kyrkan på andra sidan landsvägen.  Den anlades 1861 som gemensam begravningsplats för Ronneby stadsförsamling och landsförsamlingarna i pastoratet utom Saxemara som fick en egen kyrkogård 1940.
Bårhuset är placerat på norra delen av kyrkogården och består av vitrappat tegel med trappgavlar, målade i grågrönt. Yttertaket är gjort av tegel. Bårhuset tillkom efter kyrkogårdens anläggning på 1860-talet.

### Gravar
På Bredåkra kyrkogård återfinns bland annat familjegraven för skulptören Per Hasselbergs föräldrar.

## Orgel
- Den första orgeln var byggd 1939 av Mårtenssons orgelfabrik och hade 14 stämmor.
- Den nuvarande orgeln med 15 stämmor är byggd 1981 av J. Künkels Orgelverkstad. Den har följande disposition:

| Huvudverk (I) C-g3 | Svällverk (II) C-g3 | Pedalverk (P) C-f1       | Koppel |
| Koppelflöjt 8’     | Rörflöjt 8’         | Subbas 16’               | I/P    |
| Principal 4’       | Gamba 8’            | Ekobas 16’ (i svällskåp) | II/P   |
| Traversflöjt 4’    | Gemshorn 4’         |                          | II/I   |
| Oktava 2’          | Fugara 4’           |                          |        |
|                    | Nasard 2 2⁄3’       |                          |        |
|                    | Waldflöjt 2’        |                          |        |
|                    | Ters 1 3⁄5’         |                          |        |
|                    | Mixtur 4 chor       |                          |        |
|                    | Oboe 8’             |                          |        |
|                    | Tremulant           |                          |        |